# Wollaston (Ontario)
Wollaston to gmina (ang. township) w Kanadzie, w prowincji Ontario, w hrabstwie Hastings.
Powierzchnia Wollaston to 215,29 km². Według danych spisu powszechnego z roku 2001 Wollaston liczy 679 mieszkańców (3,15 os./km²).